# Karpathenverein
Karpathenverein, KV (pol. Towarzystwo Karpackie), właściwie Ungarischer Karpathenverein (UKV), Magyarországi Kárpát-egyesület (MKE) (pol. Węgierskie Towarzystwo Karpackie, słow. Uhorský karpatský spolok) – organizacja turystyczna działająca w Karpatach, głównie w Tatrach, początkowo węgiersko-niemiecka, a w okresie międzywojennym i II wojny światowej głównie niemiecka.

## Początki organizacji
Pomysł powołania organizacji powstał w 1869 – jego autorem był austriacki lekarz Heinrich Wallmann. Ponowił ją w 1871 wraz z Gustavem Jägerem, wydając odezwę po węgiersku, niemiecku i polsku. Towarzystwo miało objąć swoim obszarem również teren Galicji, a władze urzędować w kolejnych siedzibach oddziałów (m.in. w Krakowie). Z powodu małego zainteresowania (przysłano tylko 6 zgłoszeń, w tym jedno z Galicji, od Józefa Stefana Szalaya ze Szczawnicy) pomysłodawcy skupili się na terenie Górnych Węgier (dzisiejszej Słowacji).
Kolejna grupa inicjatywna powstała w Kieżmarku w 1872 r. Najbardziej aktywnym był w niej emerytowany wojskowy Anton Döller, który opracował program i statut przyszłej organizacji, a w lokalnej (spiskiej) i ogólnowęgierskiej prasie uzasadniał potrzebę jej założenia oraz propagował jej program i cele działania. W 1873 w Kieżmarku powstał komitet organizacyjny, w skład którego obok Antona Döllera weszli Egyed Berzeviczy, Nándor Czerépy, Hugo Payer, Friedrich Scholcz i Samuel Weber). Zamiast wielonarodowego Towarzystwa Karpackiego zdecydowano się powołać Węgierskie (właściwie węgiersko-niemieckie) Towarzystwo Karpackie. Zebranie założycielskie, które powołało nowa organizację odbyło się 10 sierpnia 1873 r. w Starym Smokowcu, a statut Towarzystwa zatwierdziło Ministerstwo Spraw Wewnętrznych w Budapeszcie 21 września tegoż roku.
Celem organizacji miał być rozwój turystyczny Karpat, a w szczególności Tatr – było to bardzo ambitne zadanie, gdyż w węgierskiej części tych gór praktycznie nie było szlaków turystycznych, działało tylko jedno schronisko turystyczne (w Dolinie Zimnej Wody) i jedna miejscowość uzdrowiskowa (Stary Smokowiec). Przewodnictwo praktycznie nie istniało, wydano tylko dwa przewodniki turystyczne (Lohmeyera z 1842 i Fuchsa z 1863), a sieć kolejowa w tym rejonie funkcjonowała dopiero dwa lata (linia Bogumin-Koszyce przez Poprad, ale bez odgałęzień). Do 1891 było to jedyne towarzystwo turystyczne na tym terenie (a przez rok, do 1874, również jedyne i pierwsze w Tatrach).

## Podział organizacyjny do 1918

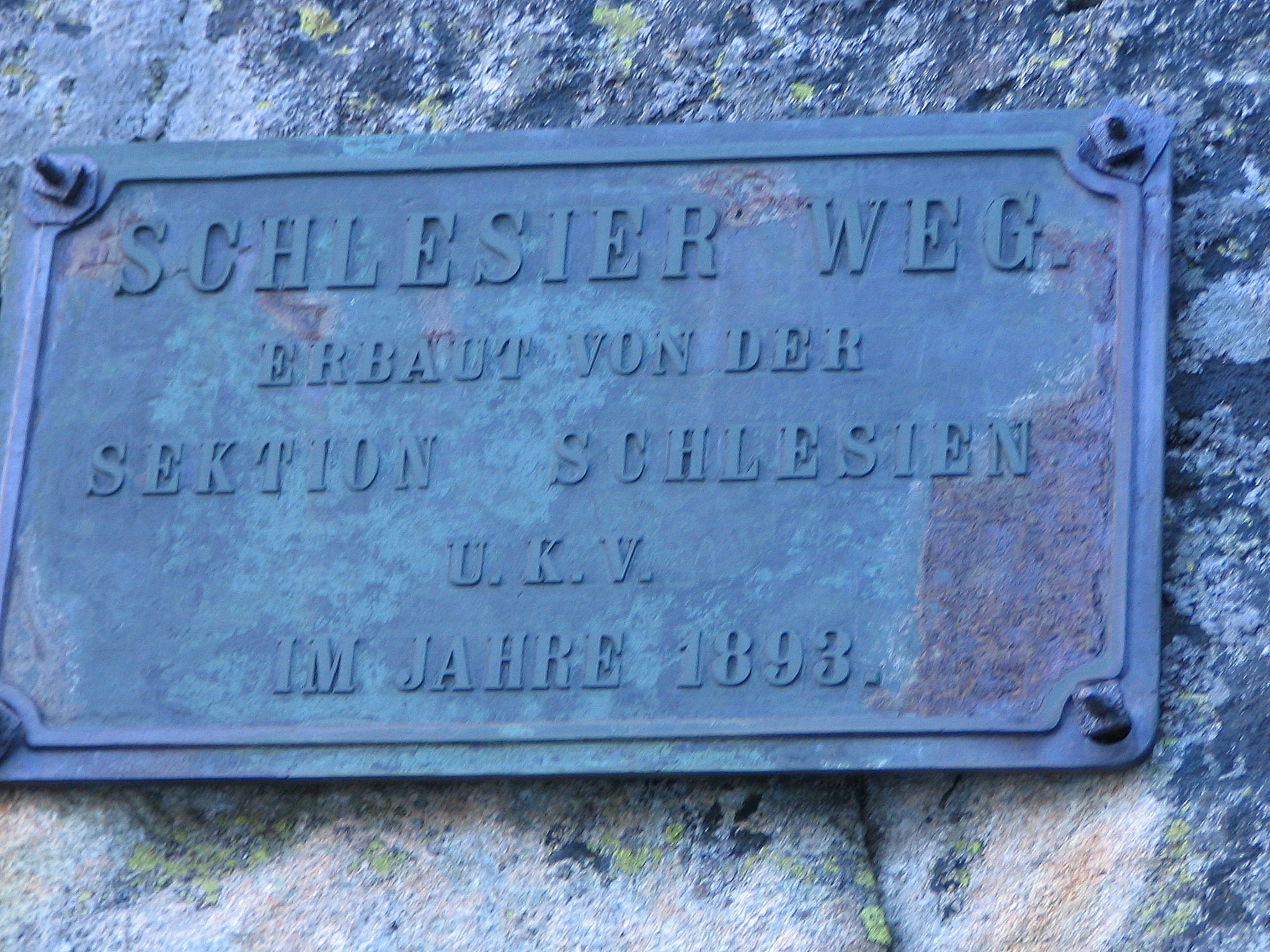
Tablica upamiętniająca wybudowanie szlaku w Dolinie Wielickiej przez Sekcję Śląską, mającą siedzibę we Wrocławiu

Najwięcej członków związku rekrutowało się ze Spiszu i tam też ustanowiono siedzibę MKE – początkowo był nią Kieżmark (Késmárk, 1873–1884), później Lewocza (Lőcse, 1884–1891), a następnie Nowa Wieś Spiska (Igló, od 1891). Na terenie Węgier powstały sekcje terenowe. Powstała również jedna sekcja zagraniczna – we Wrocławiu (od 1887 r.) (Sektion Schlesien des UKV, M.K.E. Sziléziai-osztály). Wrocławska sekcja była jedną z najaktywniejszych (liczyła blisko 1000 osób), skupiała członków z Dolnego i Górnego Śląska. Wydawała również własny rocznik – Bericht der Sektion Schlesien des Ungarischen Karpathen-Vereins. W 1895 r. wybudowała w Dolinie Wielickiej schronisko „Śląski Dom” (Schlesierhaus, Sziléziai-ház, obecnie Sliezsky dom).
Towarzystwo miało również sympatyków i członków w Galicji (niewielu, gdyż działało tam Towarzystwo Tatrzańskie) – głównie Polaków z Krakowa i Lwowa – oraz w austriackiej części Górnego Śląska, tj. na Śląsku Cieszyńskim, gdzie członkami byli głównie Austriacy. Liczba członków w najlepszym okresie osiągała 5000.
W 1891 r. od MKE odłączyło się 5 sekcji (m.in. z Budapesztu), które założyły osobne Węgierskie Towarzystwo Turystyczne (Magyar Turista Egyesület, MTE) z siedzibą w Budapeszcie, które zajęło się także turystyką ogólną. Z biegiem czasu MTE zaczęło działać również w Tatrach i na Podtatrzu.
Pierwszym prezesem Magyarországi Kárpát-egyesület był Gusztáv Görgey (1873–1874, ale nie przejawiał większej aktywności), a następnie znacznie bardziej zasłużeni dla towarzystwa Egyed Berzeviczy (1874–1878), József Szentiványi (1878–1879) i Albin Csáky (1880–1891). W czasie, kiedy główną siedzibą była Lewocza, prezesowali MKE Vilmos Migazzy (1891–1896), Aurel Münnich (1897–1906), Géza Salamon (1907–1911) i Sándor Teleki (1911–1919). Ważną rolę odgrywali również wiceprezesi: Nikolaus Fischer, Samuel Roth z Lewoczy oraz Martin Róth z Nowej Wsi Spiskiej.

## Organy prasowe

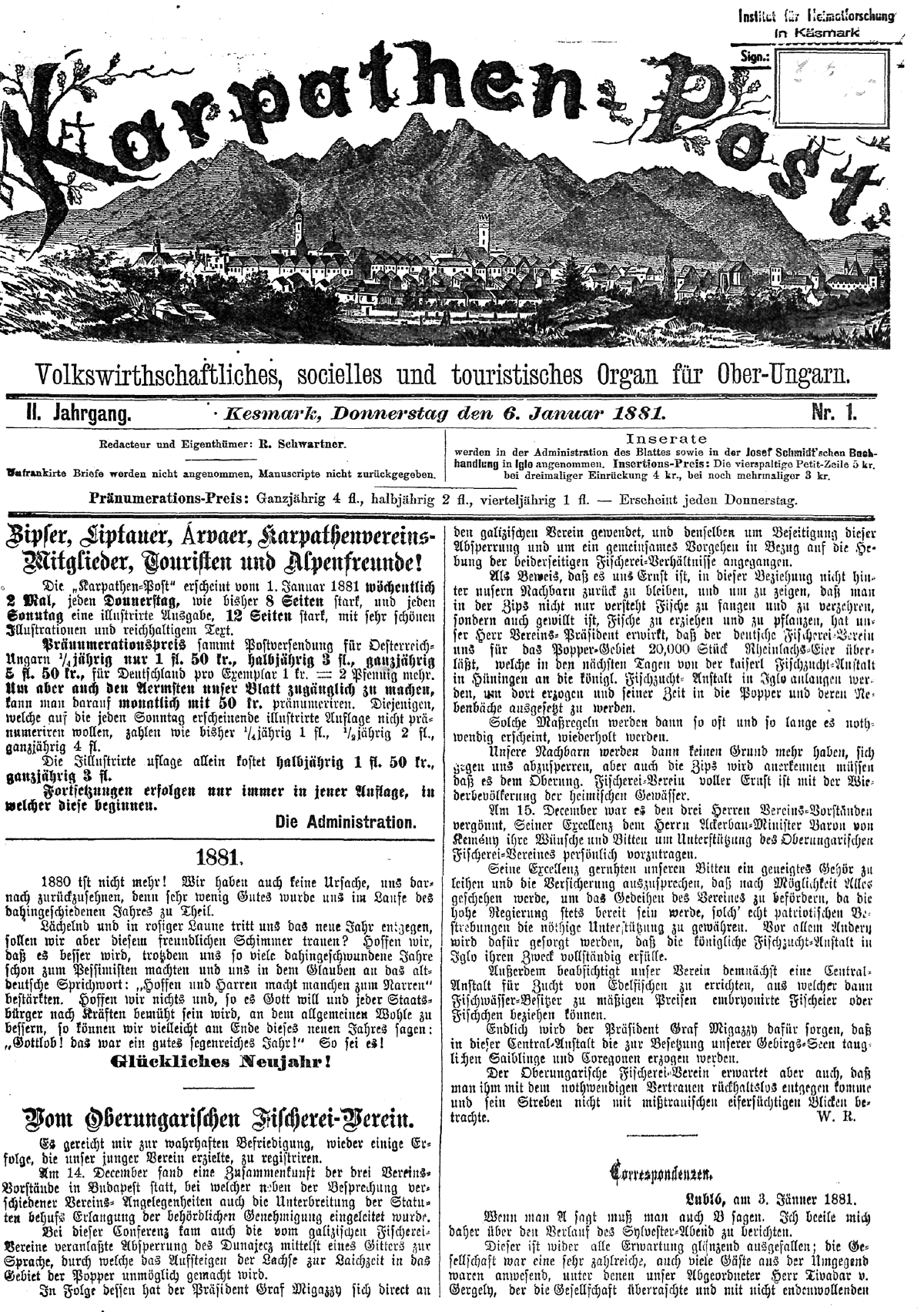
Karpathen-Post - pierwszy numer z 1881 roku

Magyarországi Kárpát Egyesület wydawało własny rocznik w języku węgierskim Magyarországi Kárpátegyesület Évkönyve i niemieckim Jahrbuch des Ungarischen Karpathenvereins w latach 1874–1917 (w sumie wyszły 44 tomy; najpierw dwie wersje językowe w jednym wydaniu, następnie w osobnych). Rocznik zawierał artykuły poświęcone turystyce górskiej, badaniom naukowym, biografie, sprawozdania. Pisali w nim głównie Niemcy spiscy i Węgrzy, sporadycznie pojawiały się również teksty polskich autorów.
Niemieccy członkowie MKE wydawali w Kieżmarku od 1881 tygodnik Karpathen-Post, poruszający problemy turystyki, działalności uzdrowisk w rejonach górskich, znaleźć w nim można było również prace historyczne, kulturalne i etnograficzne.

## Schroniska MKE
Budowanie schronisk było jedną z najważniejszych (oprócz wytyczania szlaków) aspektów działalności towarzystwa, gdyż w momencie założenia organizacji w Tatrach praktycznie ich nie było.
Schroniska Węgierskiego Towarzystwa Karpackiego

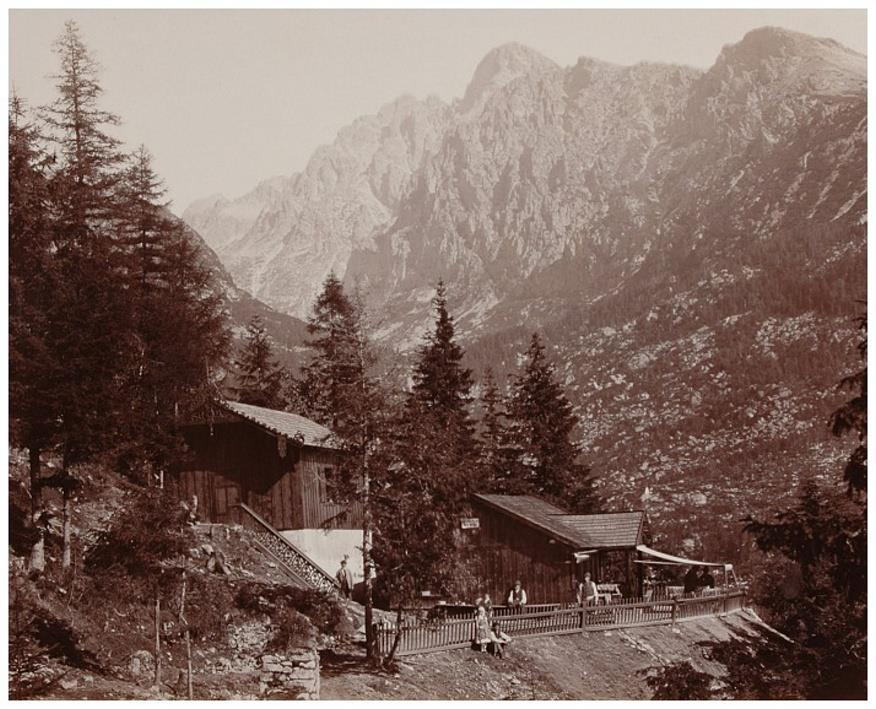
Róza-menedékház

- 1875 – niedaleko dzisiejszej górnej stacji kolei na Smokowieckie Siodełko (Hrebienok) stanęła skromna chata Róza-menedékház (Rosenhütte, słow. Ruženina chata, od węgierskiej śpiewaczki Rózy Graefl-Győrffy, która przyczyniła się do gromadzenia funduszy na budowę schroniska), do której dobudowano w 1884 hotel górski Kolbach, strawiony później przez ogień. W 1893 r. spółka leśna ze Spiskiej Soboty postawiła tam dwa hotele pod nazwą Tarpatak-Fürednek (Kühlbachtaler Bad, słow. Studenopotocké kúpele). Po kolejnym pożarze w okresie międzywojennym Karpathenverein wybudowało tam Dr. Guhr Jugendheim und Turistenhaus (Guhrova chata, Schronisko Guhra – od nazwiska doktora Michaela Guhra, wówczas prezesa KV, który podarował grunt pod budowę)[4]. Po zmianach nazwy jest to dzisiaj Schronisko Bilíka.

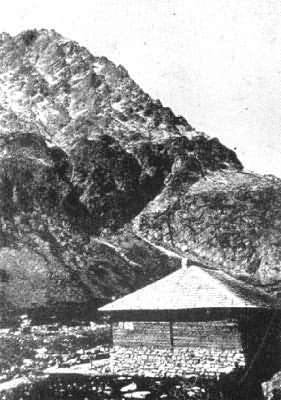
Hunfalvy-menedékház

- 1876–1878 – Hunfalv, Hunfalvy-menedékház (Hunfalvyhütte, słow. Hunfalvyho chata) przy Wyżniej Wielickiej Polanie; po 1895 r. służyło tylko jako obiekt rezerwowy, spłonęło w 1913 r., pozostały zarysy fundamentów. Nazwa na cześć geografa Jánosa Hunfalvyego.

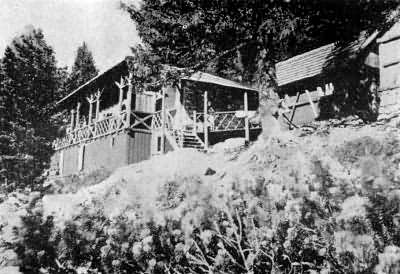
Majláth-menedékház

- 1879 – niewielkie, drewniane schronisko Majláth-menedékház (Majlath-Hütte, słow. Majláthova chata; Béla Majláth, działacz MKE był inicjatorem budowy) nad brzegiem Popradzkiego Stawu, ale spłonęło już w następnym roku. W 1881 r. postawiono większe, murowane, które przetrwało 9 lat. Po drugim pożarze powstał trzeci budynek – Poprád-tavi menház lub Poprádi-tavi menedékház (Popperseehütte, słow. Popradská chata), później powiększony, który przetrwał do lat 60. XX wieku. Schronisko zostało odbudowane w latach 2010–2011. Dzisiaj w okolicy (obok dawnego obiektu, który również zniszczył pożar) funkcjonuje także schronisko nad Popradzkim Stawem (Chata pri Popradskom plese).

- 1880 – Békás-tavi kunyhó (Hinzensee-Hütte lub Froschsee-Schutzdach, Hińczowa Koleba) – jednoizbowy schron turystyczny w Dolinie Mięguszowieckiej, przestał funkcjonować około 1895 r.

- 1894–1897 – w miejscu spalonego niewielkiego schroniska Egyed-kunyhó (Ägidius-Hütte, słow. Egidova chata), z którego korzystali głównie pasterze, MKE postawiło obiekt murowany Frigyes-menedékházat (Friedrich-Hütte lub Erzherzog-Friedrich-Schutzhaus, słow. Fridrichova chata, od arcyksięcia Fryderyka Habsburga, który był fundatorem). W okresie międzywojennym Karpathenverein przebudowało budynek (najczęściej używano wówczas nazwy Karfunkelturmhaus, Karbunkulus-torony-ház), który istnieje do dziś jako Schronisko przy Zielonym Stawie (Chata pri Zelenom Plese).

- 1895 – Schlesierhaus (Sziléziai-ház, obecnie w tym miejscu stoi zbudowany w latach 60. hotel górski Sliezsky Dom) nad Wielickim Stawem. Wybudowany przez sekcję śląską z Wrocławia (stąd nazwa); powiększony w 1908.

- 1902 – niewielki, kamienny schron turystyczny pod Dziumbierem w Niżnych Tatrach, znany jako Karlova ochranná chata. Wybudowała go sekcja z Bańskiej Bystrzycy. Popadł w ruinę w latach I wojny światowej i nie został odbudowany[5]. W jego miejsce powstało później obecne schronisko im. Štefanika.

## Działalność dydaktyczna i muzealna
Oprócz działań podejmowanych bezpośrednio w górach towarzystwo również działać w dolinach, propagując tam turystykę górską. Chciało również dokumentować i upamiętniać bogatą kulturę ludową wielokulturowego rejonu, jakim był Spisz i Podtatrze.
Już w 1873 pojawił się pomysł wybudowania Muzeum Karpackiego. W 1876 powołano komisję muzealną i zaczęto gromadzić eksponaty, które magazynowano w różnych budynkach w Kieżmarku. Planowane były różne lokalizacje muzeum, ostatecznie zdecydowano się na Poprad. Zbieranie funduszy, budowa i przenoszenie eksponatów zajęło kilka lat i w 1887 uroczyście otwarto Muzeum Karpackie (Karpathen-Museum; Kárpáti Muzeum). Liczba eksponatów wynosiła wówczas 12 tysięcy. W następnych latach obiekt rozbudowywano, powstał przy nim park i alpinarium.
Grupa działaczy MKE, niezadowolona z tej lokalizacji, postanowiła utworzyć Muzeum Tatrzańskie w Wielkiej (Tátra-Museum in Felka; Felkai Tátra Múzeum; Wielka była wówczas osobną miejscowością, obecnie jest dzielnicą Popradu). Otwarto je wcześniej, bo w 1882 r. Zbiory dotyczyły głównie Tatr, ale również Spiszu i dalszych terenów. Wielokrotnie pojawiały się pomysły, aby oba muzea połączyć w jedno, ale nigdy do tego nie doszło.

## Losy organizacji po I wojnie światowej

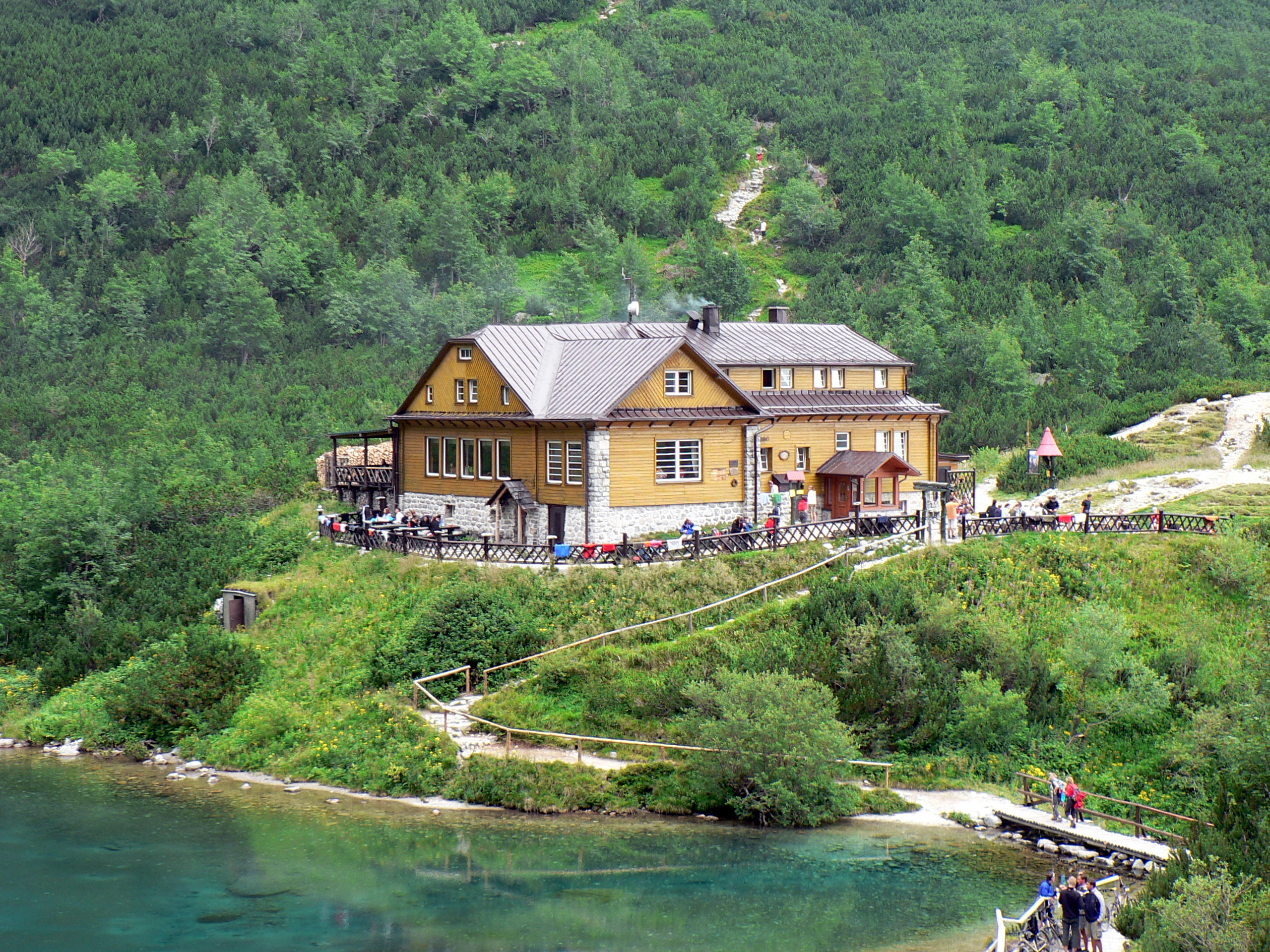
Dzisiejszy wygląd Frigyes-menedékházat

Upadek Wielkich Węgier spowodował naturalne zmiany w funkcjonowaniu MKE. W nowych warunkach Republiki Czechosłowackiej i upadku znaczenia Węgrów jako narodu rządzącego w 1919 r. zmieniono nazwę na Karpathenverein (KV) i od tego momentu główną (i przewodnią) rolę w organizacji zaczęli odgrywać Niemcy spiscy, którzy byli w tym rejonie znacznie liczniejsi od Węgrów. Karpathenverein zgodnie z czechosłowackim prawem musiał ograniczyć swą działalność tylko do terenów CSRF, więc odpadły od niego wszystkie sekcje pozostające od tego momentu za granicą.
Początkowo towarzystwu groziła likwidacja, gdyż władze czechosłowackie uznawały je, podobnie jak wszystkie inne organizacje niemieckie i węgierskie, jako zagrożenie. Ostatecznie, dzięki m.in. poparciu Polskiego Towarzystwa Tatrzańskiego, KV mogło kontynuować działalność. Już w 1920 r. do Karpathenverein formalnie powróciła sekcja z Wrocławia, stopniowo dołączyło później kilka innych sekcji z Niemiec. Podobnie jak przed wojną organizowano wycieczki w Tatry, w 1926 r. odzyskano również schronisko „Śląski Dom”.
W 1923 r. do KV dołączyła organizacja Tatraverein (swojego czasu odłączyła się od MKE i przyłączyła do MTE) i funkcjonowała dalej jako samodzielna sekcja tatrzańska Zweigverein Tatra des Karpathenvereines.
Zmniejszonym Karpathenverein, którego siedzibą ponownie został Kieżmark, kierował początkowo Michael Guhr (1920–1933), a następnie Miklós Szontagh (do 1939 r.). W tym okresie KV starał się nawiązać jak najbliższe kontakty z innymi niemieckimi organizacjami turystycznymi w Czechosłowacji, m.in. Morawsko-Śląskim Sudeckim Towarzystwem Górskim i Beskidenverein. Współpraca obejmowała zarówno wspólne występowanie w kontaktach z rządem w Pradze jak i zniżki w schroniskach dla członków zaprzyjaźnionych towarzystw, wspólne imprezy i wycieczki.
Towarzystwo współpracowało również z organizacjami czechosłowackimi, utrzymywało również przyjazne kontakty z polskimi – głównie z PTT.
W rękach Karpathenverein pozostało Muzeum Karpackie w Popradzie. W 1944 posiadało 35 tysięcy eksponatów w następujących działach: mineralogia i petrografia, prehistoria (z paleontologią), botanika, zoologia, historia, turystyka, etnografia. Znajdowała się tam również bogata biblioteka. Z kolei Muzeum Tatrzańskie w Wielkiej przekazano władzom miejskim, które w latach 20. dokupiły do niego nowy budynek (początkowo mieściło się dawnym kościele ewangelickim). Prezentowało wystawy w działach: zoologia, botanika, mineralogia, archeologia, kultura i historia, numizmatyka, etnografia i turystyka, posiadało też bibliotekę i archiwum.

## Organy prasowe w latach 1918–1945
Karpathenverein wydawało również własny rocznik, będący kontynuacją przedwojennego, ale pod innymi tytułami: Turistik und Alpinismus pod redakcją Gyuli Heftyego (1918–1923, 4 roczniki, początkowo pomyślane jako niemiecka wersja węgierskiego czasopisma Turistaság és Alpinizmus, ale znacznie się od niej różniąca), Turistik, Alpinismus, Wintersport (1924–1933, uznane już oficjalnie za kontynuację przedwojennego rocznika; redaktorem był nadal Julius Andreas Hefty) oraz Die Karpathen (1934–1943, redaktorzy naczelni: Oskar Zuber w latach 1934–1938, Tibor Braisz w 1939, Geza Schreter w 1941 i Aurel Hensch w latach 1942–44; w okresie wojny ukazywał się nieregularnie).
W dalszym ciągu wydawany był również Karpathen-Post (do 1942), w którym oprócz pozostałej tematyki pojawiły się zagadnienia polityczne.

## II wojna światowa
W marcu 1939, kiedy rozpadła się Czechosłowacja, władze w KV przejęli naziści – komisarzem został Tibor Raisz. W 1940 podczas burzliwego zebrania walnego (część członków demonstracyjnie opuściła salę) wybrano nowy, narzucony zarząd z prezesem Gezą Kleinem. KV oraz Die Karpathen mocno się upolityczniło, a na szczycie Rysów doszło do spektakularnego spotkania z krakowskim oddziałem Alpenverein (Zweig Krakau des Deutschen Alpenvereins). Szeregowi członkowie KV pozostali jednak w wielu przypadkach wierni przedwojennym zasadom i prowadzili aktywną działalność m.in. w ratownictwie górskim.
W 1945 rozkradziono część zbiorów Muzeum Karpackiego, pozbawionego przez pewien czas opieki. Mocno ucierpiał też budynek i zbiory Muzeum Tatrzańskiego, kiedy wycofujące się wojska niemieckie wysadziły niedaleki most. W 1946 ocalałe zbiory z Wielkiej przeniesiono do Popradu, a w miejscu dwóch dawnych instytucji utworzono jedną – Muzeum Tatrzańskie w Popradzie (Tatranské múzeum). Część zbiorów z Wielkiej (głównie związanych z przyrodą) trafiło do muzeum TANAP-u w Tatrzańskiej Łomnicy.

## Koniec Karpathenverein
KV zostało rozwiązane przez władze czechosłowackie w 1945, podobnie jak inne organizacje niemieckie. W tym okresie niemal wszyscy członkowie towarzystwa opuścili już rodzinny Spisz i uciekli do Niemiec.

## Literatura
- A. Grosz, Die Hohe Tatra, Geschichte des Karpatenvereins, Stuttgart 1961.